# Parc du Brûlet
Le parc du Brûlet est un parc urbain de Sainte-Foy-lès-Lyon, commune de l'agglomération lyonnaise. C’est le plus grand espace de verdure de la commune.

## Situation
Délimité par la rue du Brûlet à l'ouest, la rue de Chavril et la rue Nicolas-Berthet au nord, et la rue Georges-Clemenceau à l'est, il s'inscrit grossièrement dans un triangle, base au nord et sommet au sud. Sa superficie est d'environ 4 hectares. Il culmine à 305 mètres d'altitude.

## Accès
Le parc est en accès libre. Il est desservi par la ligne   des Transports en commun lyonnais.

## Historique
Au début du XIXe siècle, les lieux appartenaient à une famille bourgeoise et étaient aménagés en jardin à l'anglaise. Ils furent divisés en deux parties, le parc actuel et un terrain où se trouve actuellement un ensemble résidentiel, la « Calmeraie ». La propriété du parc est actuellement partagée entre les villes de Lyon et de Sainte-Foy-lès-Lyon, et le Grand Lyon. Depuis juin 2010, une association s’est constituée dans le but de préserver et de mettre en valeur le site.

## Essences
Le parc comporte quelques essences remarquables, parmi lesquelles:
- l'amandier de Méditerranée,
- le buis d'Europe centrale,
- le cèdre de l'Atlas,
- les cyprès de Provence et de Leyland,
- le frêne d'Europe occidentale,
- le marronnier de Grèce et le marronnier rouge,
- le micocoulier de Provence,
- le mûrier,
- le néflier de Chine,
- le pin de l'Himalaya,
- le platane de Turquie,
- le robinier d'Amérique du Nord.

## Curiosités
- Le parc offre une vue panoramique sur la ville de Lyon et les Alpes, à l'est, ainsi que sur les Monts du Lyonnais, à l'ouest.
- Il comporte, au nord, des vestiges de l'aqueduc romain du Gier, l'un des quatre aqueducs qui desservaient Lugdunum; on accède par un petit escalier à un tunnel dont l'entrée est condamnée par une grille; ces vestiges constituent la partie visible d'un canal souterrain qui traverse le parc.
- La partie sud est consacrée à la culture du mûrier. Depuis 1979, gérée par le Grand Lyon, cette plantation a alimenté les  vers à soie de la magnanerie, unité nationale séricicole de l’INRA de La Mulatière jusqu'à sa fermeture en novembre 2009.
- Le parc est situé sur l'un des chemins de Compostelle, comme l'atteste une coquille représentée à proximité. Partant de Lyon, les pèlerins passaient ici pour rejoindre Le Puy-en-Velay via les Monts du Lyonnais.

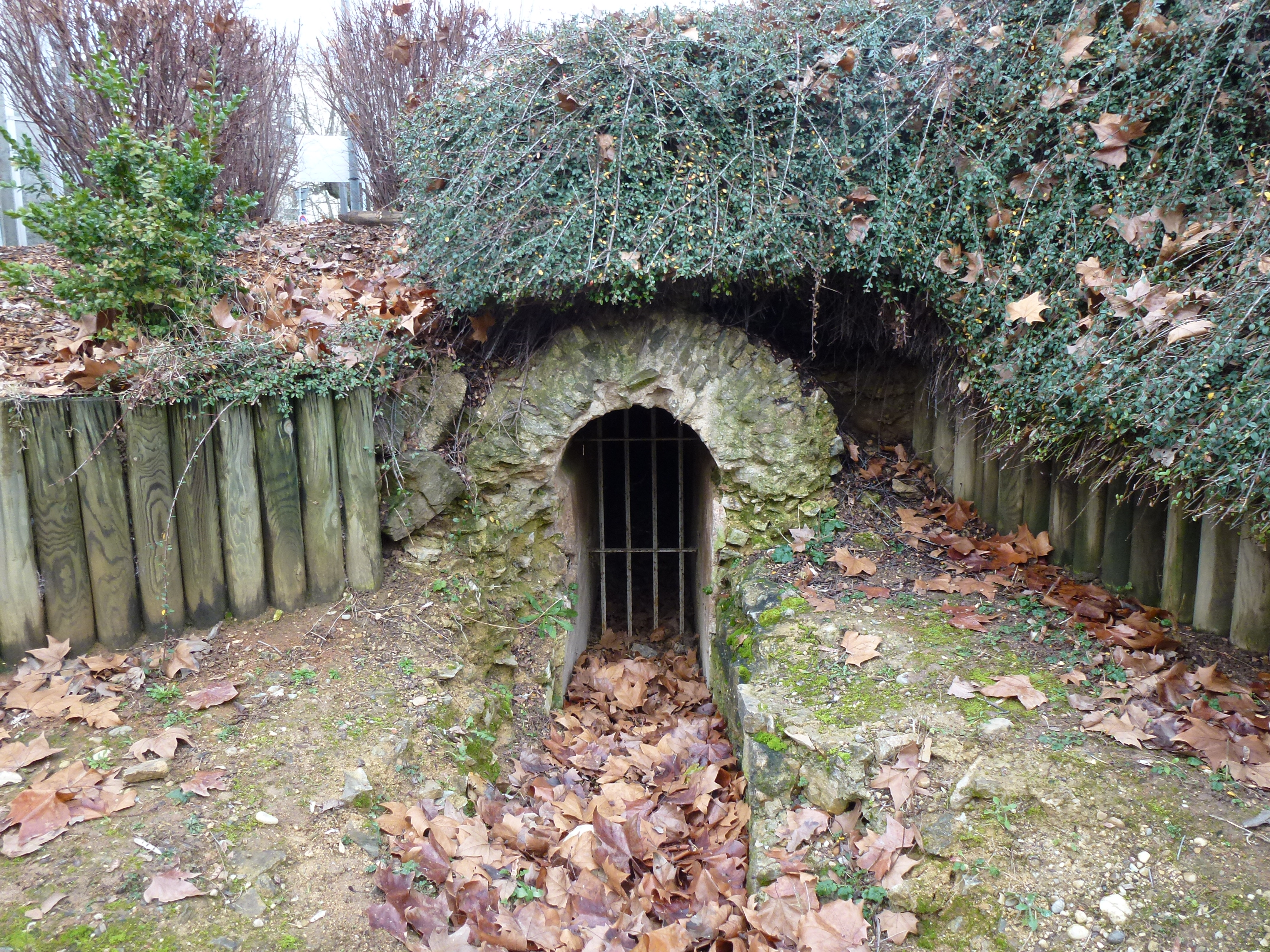
Aqueduc du Gier
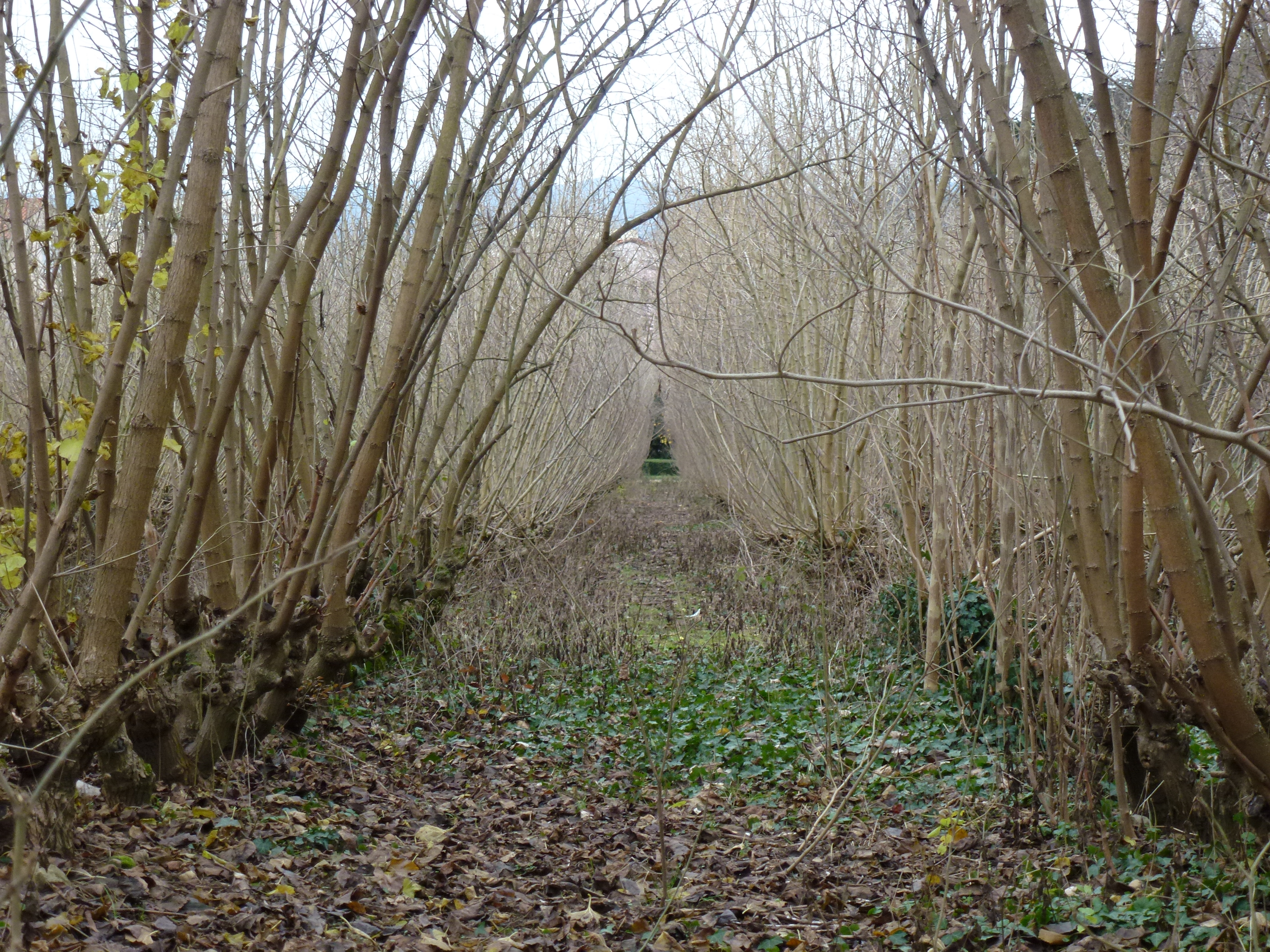
Plantation de mûriers
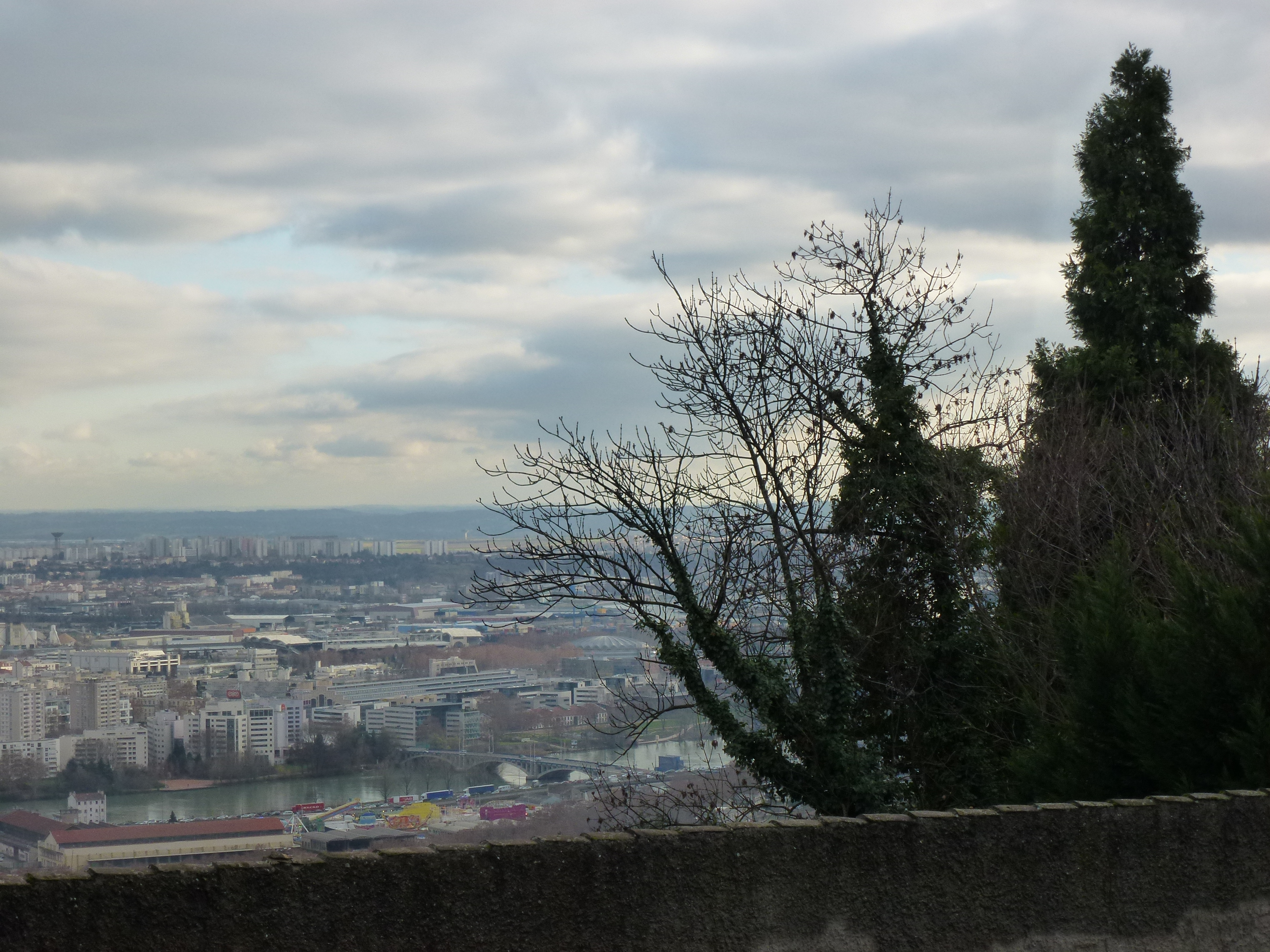
Vue sur Lyon
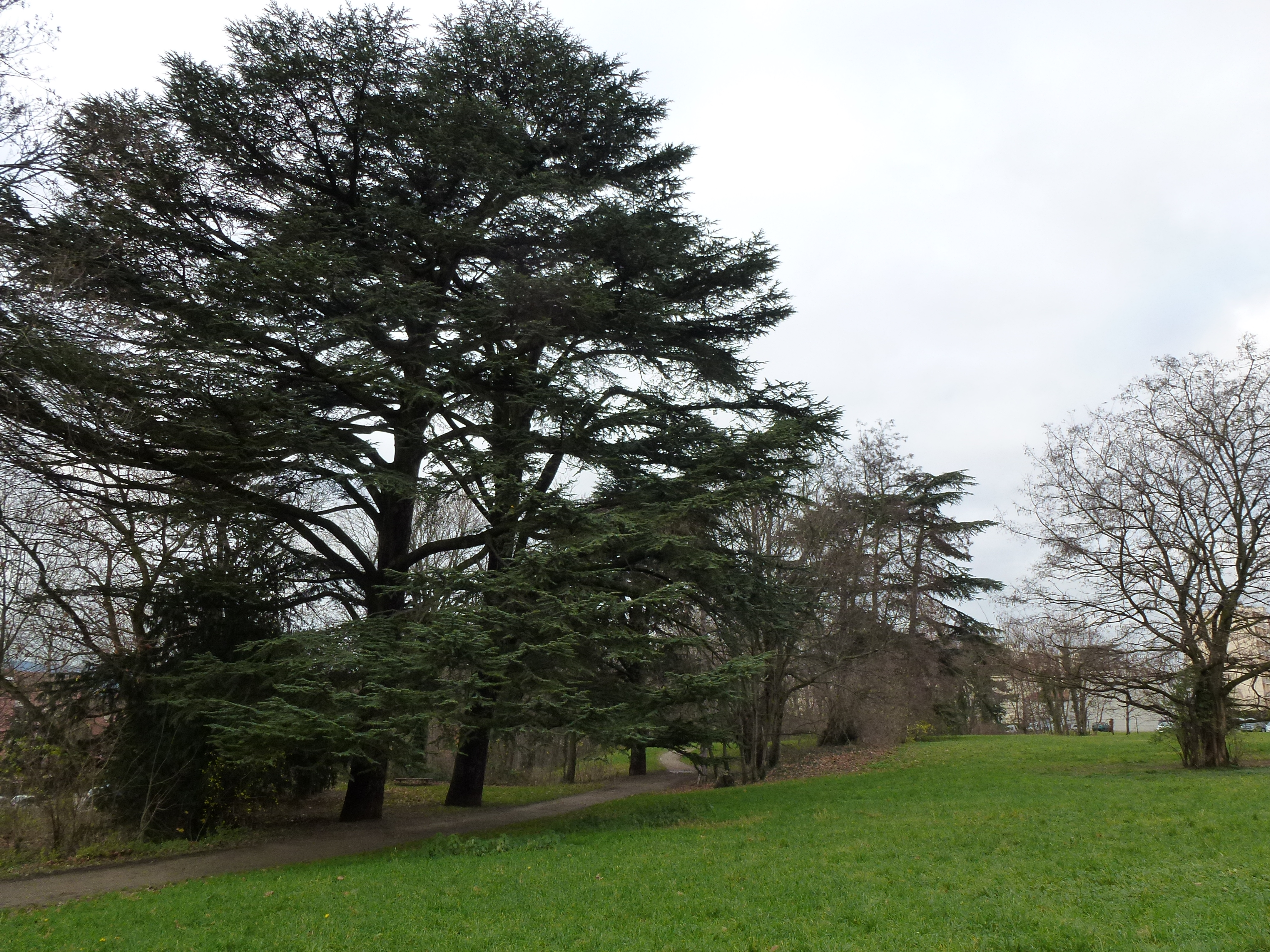
Une allée du parc